# Iglesia de Santiago Apóstol (Villa del Prado)
La iglesia de Santiago Apóstol es un inmueble de la localidad española de Villa del Prado, en la provincia de Madrid.

## Descripción
La construcción de la iglesia, que se encuentra bajo la advocación de Santiago Apóstol, podría remontarse al siglo XV. Cuenta con dos torres, una de ellas terminada en la segunda mitad del siglo XVI. Se la describe en la Historia de Madrid y de los pueblos de su provincia (1921) de Juan Ortega Rubio de la siguiente manera:

Justa fama goza la iglesia parroquial de Santiago Apóstol, fábrica de la centuria XV. Dicho templo, construído de excelente sillería, consta de una nave, estilo ojival de transición, con reminiscencias románicas en los capiteles de las columnas de los pórticos. El coro pertenece al estilo renacimiento. De sus dos torres, una es de la misma época que la iglesia, y la otra, terminada su fábrica en el año 1563, es alta, magnífica y de piedra sillería, con balaustrada también de piedra en su explanada superior, en cuyo centro hay un templete formado por cuatro arcos y sobre el cual descansa elevado y elegante capitel. El curato es de término.
(Ortega Rubio, 1921, p. 241)

El 30 de diciembre de 1980 fue declarada monumento histórico-artístico de interés provincial. En la actualidad cuenta con el estatus de bien de interés cultural.